# ماركوس هنري
ماركوس هنري (بالإنجليزية: Marcus Henry)‏ هو لاعب كرة القدم الكندية أمريكي، ولد في 21 فبراير 1986 في هاينزفيل في الولايات المتحدة.

## وصلات خارجية
- ماركوس هنري على موقع مرجع كرة القدم المحترفة.كوم (الإنجليزية)